# 37. Turniej Czterech Skoczni
37. Turniej Czterech Skoczni był częścią Pucharu Świata w skokach narciarskich w sezonie 1988/1989. Rozgrywany był od 30 grudnia 1988 do 6 stycznia 1989.
Turniej wygrał  Risto Laakkonen,nie odnosząc żadnego zwycięstwa w turniejowych konkursach.

## Oberstdorf
Data: 30 grudnia 1988

Państwo:  RFN

Skocznia: Schattenbergschanze

### Wyniki konkursu
| Poz. | Imię i nazwisko | Narodowość | Punkty |
| ---- | --------------- | ---------- | ------ |
| 1.   | Dieter Thoma    | RFN        | 219,5  |
| 2.   | Risto Laakkonen | Finlandia  | 212,5  |
| 3.   | Matti Nykänen   | Finlandia  | 209,0  |
| 4.   | Jens Weißflog   | NRD        | 206,5  |
| 5.   | Roberto Cecon   | Włochy     | 204,5  |
| 6.   | Ernst Vettori   | Austria    | 203,5  |
| 7.   | Josef Heumann   | RFN        | 201,5  |
| 8.   | Jan Boklöv      | Szwecja    | 201,0  |
| 9.   | Jari Puikkonen  | Finlandia  | 200,0  |
| 9.   | Jon Inge Kjørum | Norwegia   | 200,0  |

## Garmisch-Partenkirchen
Data: 1 stycznia 1989

Państwo:  RFN

Skocznia: Große Olympiaschanze

### Wyniki konkursu
| Poz. | Imię i nazwisko  | Narodowość        | Punkty |
| ---- | ---------------- | ----------------- | ------ |
| 1.   | Matti Nykänen    | Finlandia         | 220,5  |
| 2.   | Jens Weißflog    | NRD               | 218,0  |
| 3.   | Risto Laakkonen  | Finlandia         | 217,0  |
| 4.   | Dieter Thoma     | RFN               | 214,0  |
| 5.   | Jon Inge Kjørum  | Norwegia          | 211,0  |
| 6.   | Josef Heumann    | RFN               | 208,0  |
| 7.   | Thomas Klauser   | RFN               | 207,0  |
| 8.   | Mike Holland     | Stany Zjednoczone | 205,5  |
| 8.   | Günther Stranner | Austria           | 205,5  |
| 10.  | Matjaž Zupan     | Jugosławia        | 204,5  |

## Innsbruck
Data: 4 stycznia 1989

Państwo:  Austria

Skocznia: Bergisel

### Wyniki konkursu
| Poz. | Imię i nazwisko   | Narodowość | Punkty |
| ---- | ----------------- | ---------- | ------ |
| 1.   | Jan Boklöv        | Szwecja    | 215,0  |
| 2.   | Ari-Pekka Nikkola | Finlandia  | 214,5  |
| 3.   | Jens Weißflog     | NRD        | 213,0  |
| 4.   | Ernst Vettori     | Austria    | 209,0  |
| 5.   | Matti Nykänen     | Finlandia  | 206,5  |
| 6.   | Jon Inge Kjørum   | Norwegia   | 205,5  |
| 7.   | Risto Laakkonen   | Finlandia  | 203,5  |
| 7.   | Jari Puikkonen    | Finlandia  | 203,5  |
| 9.   | Werner Haim       | Austria    | 203,0  |
| 10.  | Miran Tepeš       | Jugosławia | 194,0  |

## Bischofshofen
Data: 6 stycznia 1989

Państwo:  Austria

Skocznia: Paul-Ausserleitner-Schanze

### Wyniki konkursu
| Poz. | Imię i nazwisko      | Narodowość        | Punkty |
| ---- | -------------------- | ----------------- | ------ |
| 1.   | Mike Holland         | Stany Zjednoczone | 218,5  |
| 2.   | Ari-Pekka Nikkola    | Finlandia         | 217,0  |
| 3.   | Jan Boklöv           | Szwecja           | 215,0  |
| 4.   | Jon Inge Kjørum      | Norwegia          | 214,5  |
| 5.   | Dieter Thoma         | RFN               | 214,0  |
| 6.   | Ole Gunnar Fidjestøl | Norwegia          | 213,5  |
| 7.   | Werner Haim          | Austria           | 212,0  |
| 8.   | Martin Švagerko      | Czechosłowacja    | 210,0  |
| 8.   | Ernst Vettori        | Austria           | 210,0  |
| 10.  | Risto Laakkonen      | Finlandia         | 208,0  |

## Klasyfikacja generalna
| Poz. | Skoczek              | Kraj              | Punkty |
| ---- | -------------------- | ----------------- | ------ |
| 1.   | Risto Laakkonen      | Finlandia         | 841,0  |
| 2.   | Matti Nykänen        | Finlandia         | 838,5  |
| 2.   | Jens Weißflog        | NRD               | 838,5  |
| 4.   | Dieter Thoma         | RFN               | 836,0  |
| 5.   | Jan Boklöv           | Szwecja           | 833,5  |
| 6.   | Jon Inge Kjørum      | Norwegia          | 831,0  |
| 7.   | Ernst Vettori        | Austria           | 821,0  |
| 8.   | Mike Holland         | Stany Zjednoczone | 802,5  |
| 9.   | Thomas Klauser       | RFN               | 792,0  |
| 10.  | Ole Gunnar Fidjestøl | Norwegia          | 790,5  |